# Rafael Eldad
Rafael Eldad (hebreo: רפאל אלדד; Casablanca, Marruecos; 24 de septiembre de 1949) es un diplomático israelí. Fue embajador de Israel en la República Argentina entre agosto de 2004 y agosto de 2009, y desde 2014 lo es en Chile.

## Biografía

### Educación
Nacido en Marruecos, realizó su aliyá en 1962. Entre 1973 y 1977 estudió en la Universidad de Haifa, recibiendo su Doctorado en Ciencias Políticas e Historia.
Además del hebreo, domina el inglés, francés[cita requerida] y español

### Trayectoria en el Ministerio de Relaciones Exteriores
Refael Eldad tiene una vasta trayectoria diplomática que comenzó en 1978, cuando se integró en el servicio diplomático.
En 1980 fue miembro de la delegación israelí en la Asamblea General de la ONU. Entre 1981 y 1983 fue Segundo Secretario de la Embajada de Israel en Ankara, Turquía. Entre 1983 y 1986 asumió como Primer Secretario de la Embajada de Israel en San José, Costa Rica. A partir de 1986 y durante tres años, fue Asesor de la División de Asuntos Públicos en Israel.
Entre 1989 y 1992 fue Consejero de la Embajada de Israel en Buenos Aires, Argentina. Entre 1994 y 1995 fue Ministro Consejero de la División de Europa Occidental. En 1995 regresó a la División de Asuntos Públicos en Israel, como Director hasta 1998.
Entre 1998 y 2002 fue el embajador de Israel en Perú. En 2002 asumió como director del Departamento para América del Sur de la cancillería israelí. Desde 2004 al octubre del 2008 fue el máximo representante de Israel en Argentina y embajador concurrente en Paraguay. En agosto de 2006 se denunció que Canal 7, recibió presiones del embajador israelí, Rafael Eldad, por la cobertura que estaba brindando sobre el conflicto bélico de Medio Oriente tras los ataques israelíes a Franja de Gaza. Periodistas y ejecutivos del 7 refirieron detalles de una reunión que se había mantenido a alto nivel de la dirección del canal estatal a pedido del embajador Eldad, en la que éste había reclamado la separación de un periodista y criticado la línea editorial del noticiero. la Unión de Trabajadores de Prensa de Buenos Aires emitió un comunicado donde expresaba su solidaridad con Brieger, considerando "inaceptables las expresiones del embajador Eldad". Entre 2011 y 2014 fue embajador en Brasil; y desde 2014 lo es en Chile.